# Сесеній-Векі
Сесеній-Векі (рум. Săsenii Vechi) — село у повіті Бузеу в Румунії. Входить до складу комуни Вернешть.
Село розташоване на відстані 98 км на північний схід від Бухареста, 13 км на північний захід від Бузеу, 107 км на захід від Галаца, 97 км на південний схід від Брашова.

## Населення
За даними перепису населення 2002 року у селі проживали 179 осіб, усі — румуни. Усі жителі села рідною мовою назвали румунську.